# Fortaleza de São Vicente
A Fortaleza de São Vicente é um monumento militar em Sagres, na região do Algarve, em Portugal. Consiste nos vestígios de uma fortificação, com um farol no seu interior. Foi construída no século XVI para proteger a faixa costeira e um convento já existente no local. Em 1587 foi destruída pelo corsário britânico Francis Drake, e reconstruída em 1606. Em meados do século XIX foi construído um farol no local, que foi substituído por um novo nos princípios do século XX. Em meados da década de 2000, o cabo de São Vicente foi encerrado ao público para a execução de obras.

## Descrição

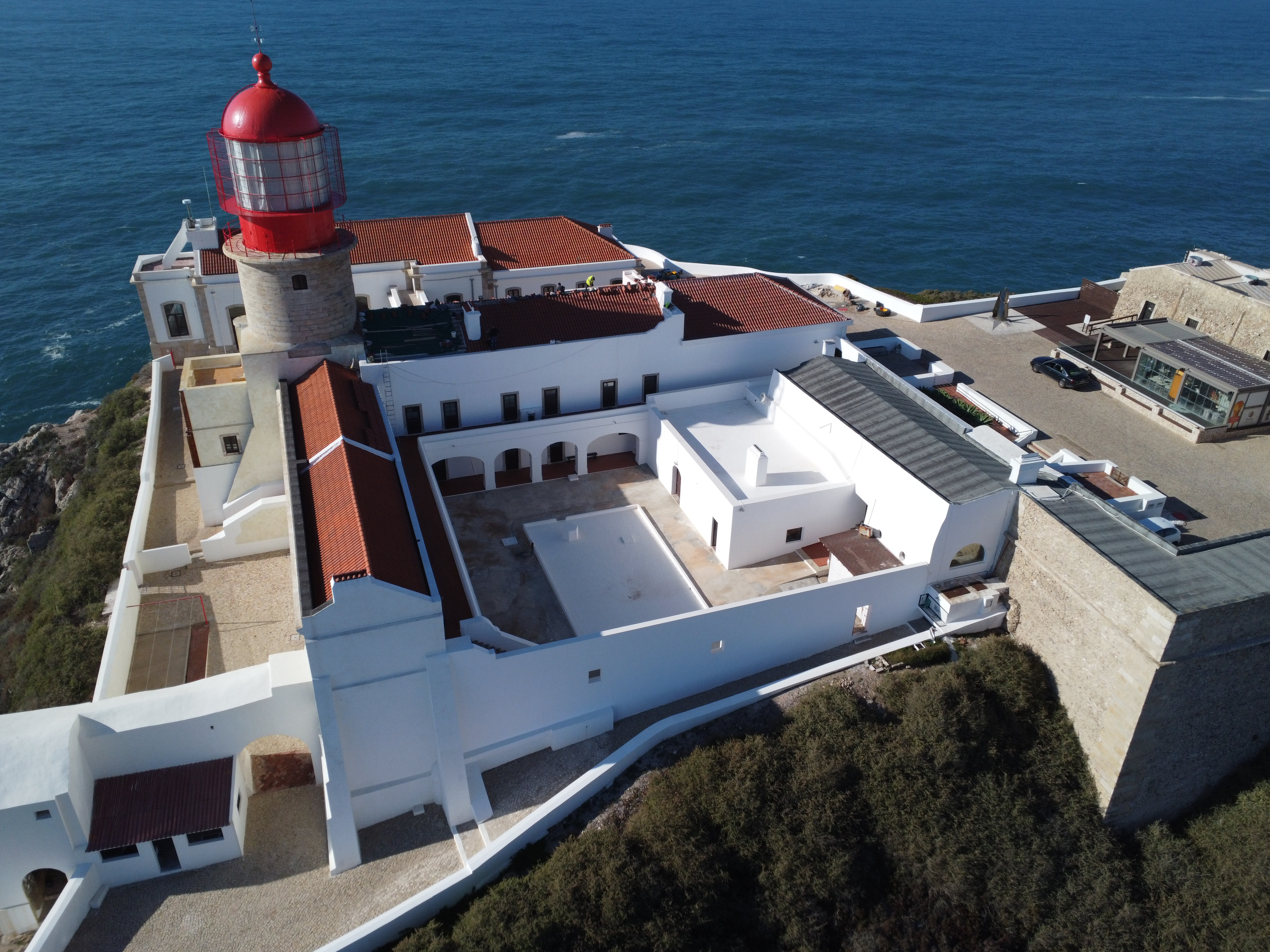
Fotografia aérea do interior da fortaleza.

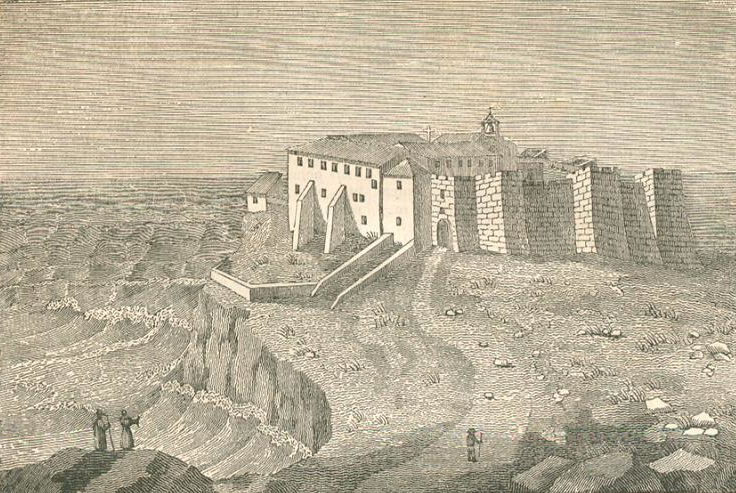
Gravura do cabo, com o convento e o forte, publicada no jornal O Panorama em 1842.

A fortaleza situa-se no Cabo de São Vicente, o ponto mais a Sudoeste da faixa costeira portuguesa, que era considerado vital para a defesa do Algarve. Apresenta uma planta de forma poligonal, com um baluarte na fachada virada para terra, e duas entradas para a praça forte, uma principal na muralha, e outra que se abre lateralmente, de menores dimensões. A porta principal tem um arco de volta perfeita e é rematada pelo escudo de Portugal. Tinha originalmente uma ponte levadiça. No interior ainda sobreviveram alguns compartimentos pertencentes à fortaleza, com abóbada de berço e rematados por terraços. Junto à entrada existe uma lápide comemorativa da construção do farol em 1846.
Por seu turno, as antigas instalações do convento foram substituídas por edifícios de apoio ao farol. Porém, no interior do complexo encontra-se um espaço aberto, rodeado parcialmente por paredes abertas em oito arcos, que poderá ter sido o antigo claustro. Também existem vestígios de algumas cisternas. Os edifícios da fortaleza apresentam uma arquitectura maneirista. De acordo com um artigo publicado em 1842 no jornal O Panorama, o convento estava «construido sobre tres picos de rocha, por entre os quaes passa o mar, que alli é mui fundo e escuro, e quando bate encapellado no fraguedo salta por cima dos telhados do convento d'uma para a outra banda».
O convento e a fortaleza, e o local onde se inseriam, foi descrito na obra Crónica da Piedade de frei Manuel de Monforte, transcrita no artigo de 1842:
| “ | É o logar onde está situado o convento uma estreita ponta, ou lingua de terra firme, que sahindo quasi duas leguas fóra do outro circuito do grosso da terra, entra pelo mar oceano, adelgaçando-se cada vez mais em modo pyramidal, até dar em largura de um tiro de pedra de mar a mar: ambos os lados são de altos riscos e de viva rocha, que terá em partes mais de 70 braças de altura, e em algumas dellas tanto a pique como se fosse feita a prumo. Passado este estreito que fica a modo de collo, fortificado como um muro, se dilata algum tanto mais o sitio, em que está uma fortaleza, e este nosso convento como que faz alli cabeça áquella ponta de terra. Não ha em todo aquelle termo fonte de agua doce, senão dahi uma legua, e não mui boa, nem ainda a salgada do mar se póde haver para o serviço, senão é com engenhos de grande trabalho, perigo e custo; mas vive-se de cisternas de agua chovediça, que os ares daquelle sitio tornam tao boa, que lhe não faz vantagem a mais approvada das melhores fontes. Nenhumas arvores estão por ese Cabo, salvo alguns pequenos zimbros: nem ha hortaliça ou frescura alguma, mais que o deserto semeado de algumas flores agrestes, como são, cravos, cravelinas, e outras desta sorte que sustentando-se só o rocio do céu excedem a todas as dos jardins cultivados na suavidade do cheiro. Os ares neste celebre promontorio são os mais salubres e temperados de quantos no mundo os homens tem visto; porque nunca de verão se sente a molestia da calma, nem d'inverno o rigor do frio, e se algum se sente [que contudo não chega a ser penoso] é de verão, pelo muito refresco e viração do mar, que sempre corre. Deste bom temperamento e da mesma natureza do clima ser tal que faz digerir o mantimento com muita facilidade, e apetecer novo alimento o calor natural, vem que raramente aqui se adoece: e a não ser assim mal podéra ser habitado este convento, porque o mais perto, e visinho povo que tem, é de duas leguas, e esse tão mal provido de medico e cousas necessarias para os enfermos que se algum religioso adoece em S. Vicente se vai curar ao nosso convento em Lagos, que está em distancia de sete leguas. - tem neste logar os olhos em que exercitar sua natural potencia, dilatando-se a uma e outra parte pelas largas e espaçosas aguas do mar oceano, nem faltam a cada passo novas occasiões de gosto em que occupa-la, porque é muita a frequencia e variedade de embarcações, que vem demandar este cabo, [...] que se veem passar de uma parte a outra tão visinhas da rocha que muitas vezes estão os navegantes com os religiosos á falla. [...] Porem o que é gosto sem contrapezo, é ver os exercitos de monstros marinhos que a miudo apparecem no meio das aguas, como em claro espelho; ora os da mesma especie, como em danças festejando; ora os de contrarias naturezas uns com outros cruelmente combatendo com muitas mortes e derramamento de sangue, soprando com colera, e lançando ao alto grandes golpes d'agua com frande furia e notavel estrondo. Outros seguem a outros peixes mais fracos e miudos, de que alli multiplica o mar infinita copia, porque vivem isemptos das redes e livres dos laços dos pescadores, que os inquiete ou diminúa; ainda que não seguros das aves de rapina, de que ha grande numero e diversidade. [...] Todas estas cousas fazem aos olhos uma vista agradavel e ao logar aprazivel. - Alem disso foi sempre este logar famoso em o mundo, assim por ser ultimo fim, e termino occidental da terra, e terem vindo a elle muitos philosophos insignes a experimentar uma cousa que tinham por maravilha, que é ver pela manhã no oriente sahir das aguas do mar o sol, quando nasce, e fazendo seu curso sempre por cima dellas, tornar-se a esconder á tarde nas mesmas aguas do mar em o poente; como tambem pelo nome que tinha de Sacro Promontorio, entre os geographos assaz celebre e conhecido. Este nome lhe deram os antigos, por ter sido nelle sepultado Tubal neto de Noé, que sendo o primeiro povoador desta nossa Hespanha, depois do universal diluvio, o escolheu por sua morte para sepultura; e pelo famoso templo que Hercules libyco edificou depois naquella parte, onde se mandou enterrar; e vindo a cega gentilidade a adora-lo por deus, e de diversas longiquas partes em romaria a offerecer-lhe sacrificios, crendo mil ficções, como era persuadirem-se que faziam os deuses alli de noite festas e jogos e tinha seus passatempos, tinham aquelle logar em tanta veneração e respeito que não ousavam chegar a elle antes de amanhecer, nem depois do sol posto, e finalmente, quando haviam de chegar, eram com muitas e supersticiosas ceremonias. Mas tudo isto se acabou e extinguiu depois que Hespanha deixou a gentilidade, e recebeu fé catholica, principalmente depois que os catholicos trouxeram de Valença o corpo de S. Vicente e o sepultaram neste cabo, em o qual lugar tem seu templo, por cuja causa esquecendo-se o nome de Promontorio Sagrado, conservando-se a verdade das palavras e o sentido [pois hoje é mais sagrado do que o foi em nenhum tempo] se chama Cabo de S. Vicente... | ” |

No interior da fortaleza situa-se o Farol de São Vicente, que é considerado um dos de maior alcance na Europa, possuindo clarões rotativos com um feixe luminoso que pode ser visível a cerca de 43 milhas, estando igualmente equipado com um sinal sonoro.

## História

### Antecedentes

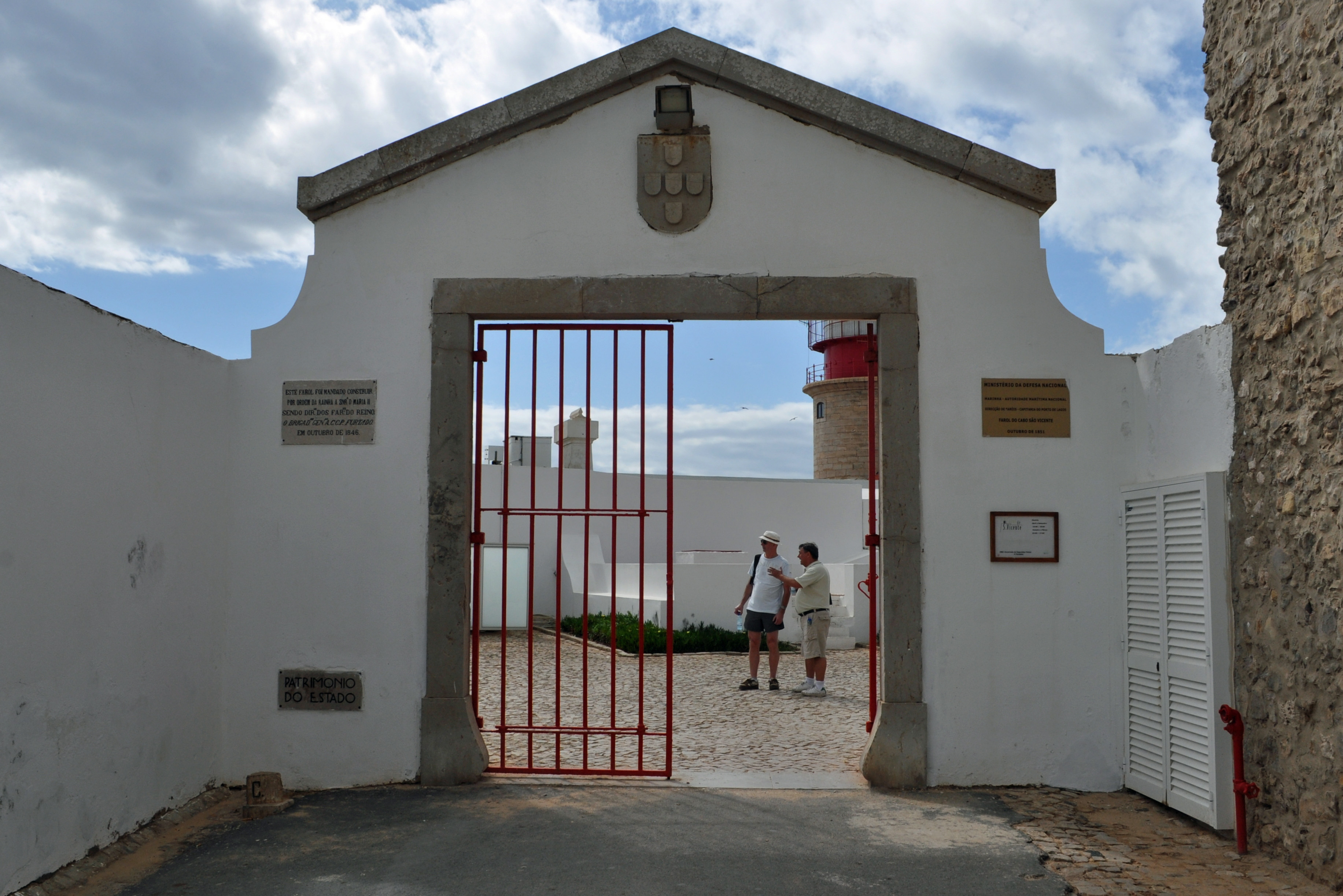
Entrada da fortaleza.

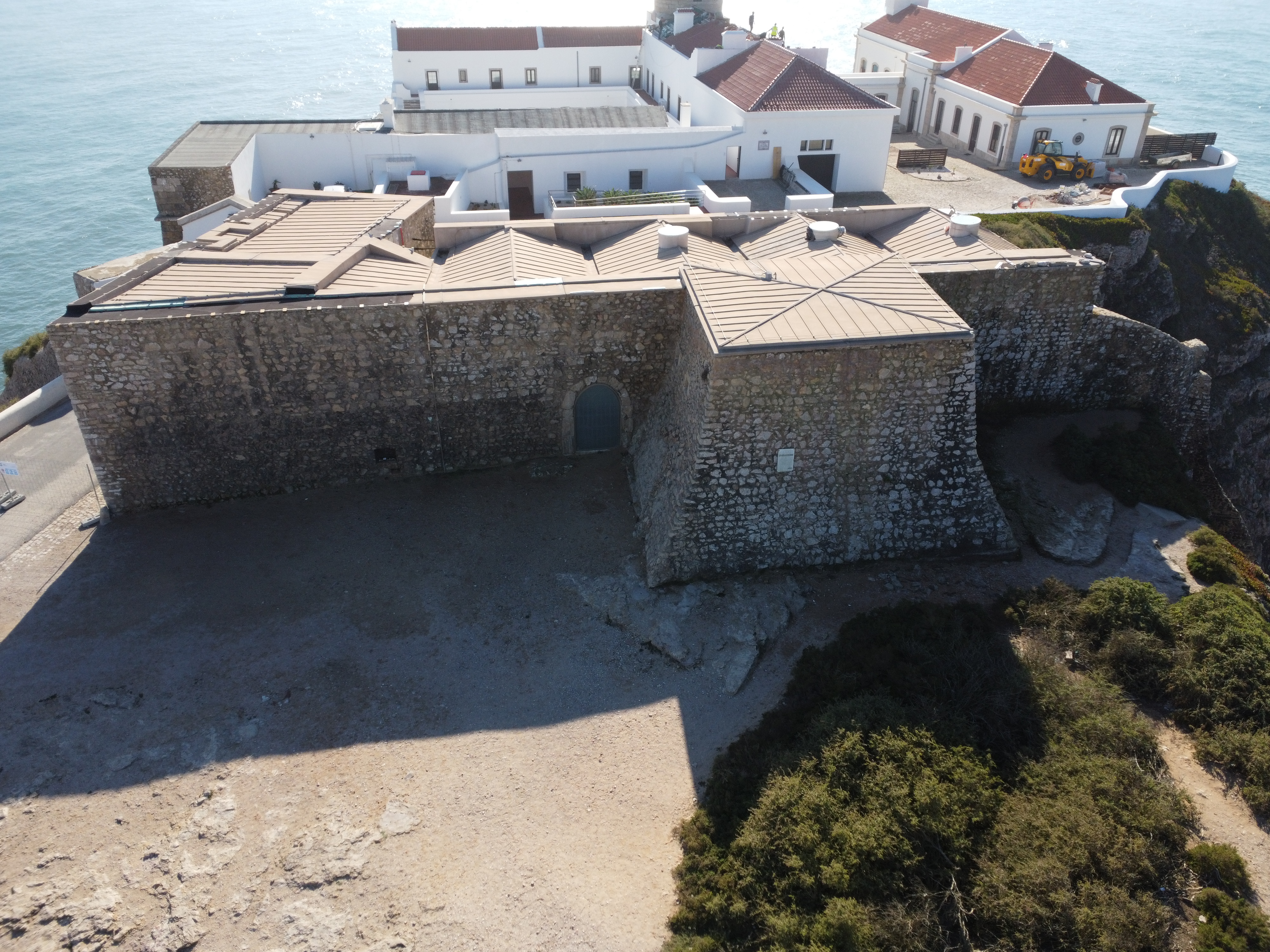
Na foto são visíveis parte da muralha e de um baluarte.

A ocupação humana no Cabo de São Vicente remonta à pré-história, tendo sido recolhidos materiais líticos de tipologia musteriense e mirense no local, cronologicamente integrados nos períodos do Paleolítico e Mesolítico, peças em pedra polida do Neolítico, e um espeto em bronze da Idade do Ferro. Vários autors clássicos, como Éforo, Artemidoro e Estrabão referem, provavelmente baseados no Périplo massaliota, que no cabo existiam monólitos de função religiosa, que eram rodeados pelos visitantes, e depois utilizados em libações. Em 1639 foi descoberta uma sepultura de inumação na extremidade do cabo virada a poente, com uma lápide epigrafada, que provavelmente remontava ao período romano.
O promontório tornou-se um local de peregrinação cristã, por ser o local do túmulo lendário de São Vicente, que foi martirizado pelos romanos no século IV. O historiador quinhentista Duarte Nunes de Leão, na sua obra Descrição do Reino de Portugal, refere que os restos mortais do santo foram transportados de barco em conjunto com um grupo de cristãos, que tinham fugido de Valência devido às perseguições dos mouros, tendo sido sempre seguidos por um corvo. Segundo a lenda, o barco chegou ao cabo, tendo os cristãos construído ali uma pequena ermida para guardar o corpo do santo, e algumas casas para sua habitação, que continuaram a ser ocupadas pelos seus descendentes. O geógrafo árabe Al Idrissi mencionou que no local existia o Templo do Corvo, em cujo telhado viviam dez aves, que nunca abandonavam aquele local. O templo em que alegadamente se situava o túmulo do santo foi demolido pelas forças muçulmanas no século XII. Segundo a tradição, alguns membros da comunidade foram mortos, enquanto que outros foram levados como cativos. Dois destes cristãos terão sido libertados pelo rei D. Afonso Henriques após uma batalha contra o rei mouro Ismar, tendo informado o monarca que São Vicente estava enterrado no cabo. D. Afonso Henriques terá então ido pessoalmente a Sagres à procura dos restos mortais do santo, mas sem sucesso. Só vários anos após a Conquista de Lisboa é que os cristãos puderam voltar com segurança ao Cabo de São Vicente, tendo o cadáver sido desenterrado e enviado para Lisboa de barco, onde chegou em 1175 ou 1176. Segundo a lenda, o barco foi sempre acompanhado por um corvo, que terá vivido durante vários anos na Sé de Lisboa, onde foi depositado o santo. São Vicente passou a ser o padroeiro de Lisboa, e o barco e os corvos tornaram-se símbolos da cidade. Um dente terá sido transportado para Abrantes, motivo pelo qual estão representados vários corvos no brasão de armas daquela localidade, como símbolos de São Vicente.

### Construção do convento e da fortaleza

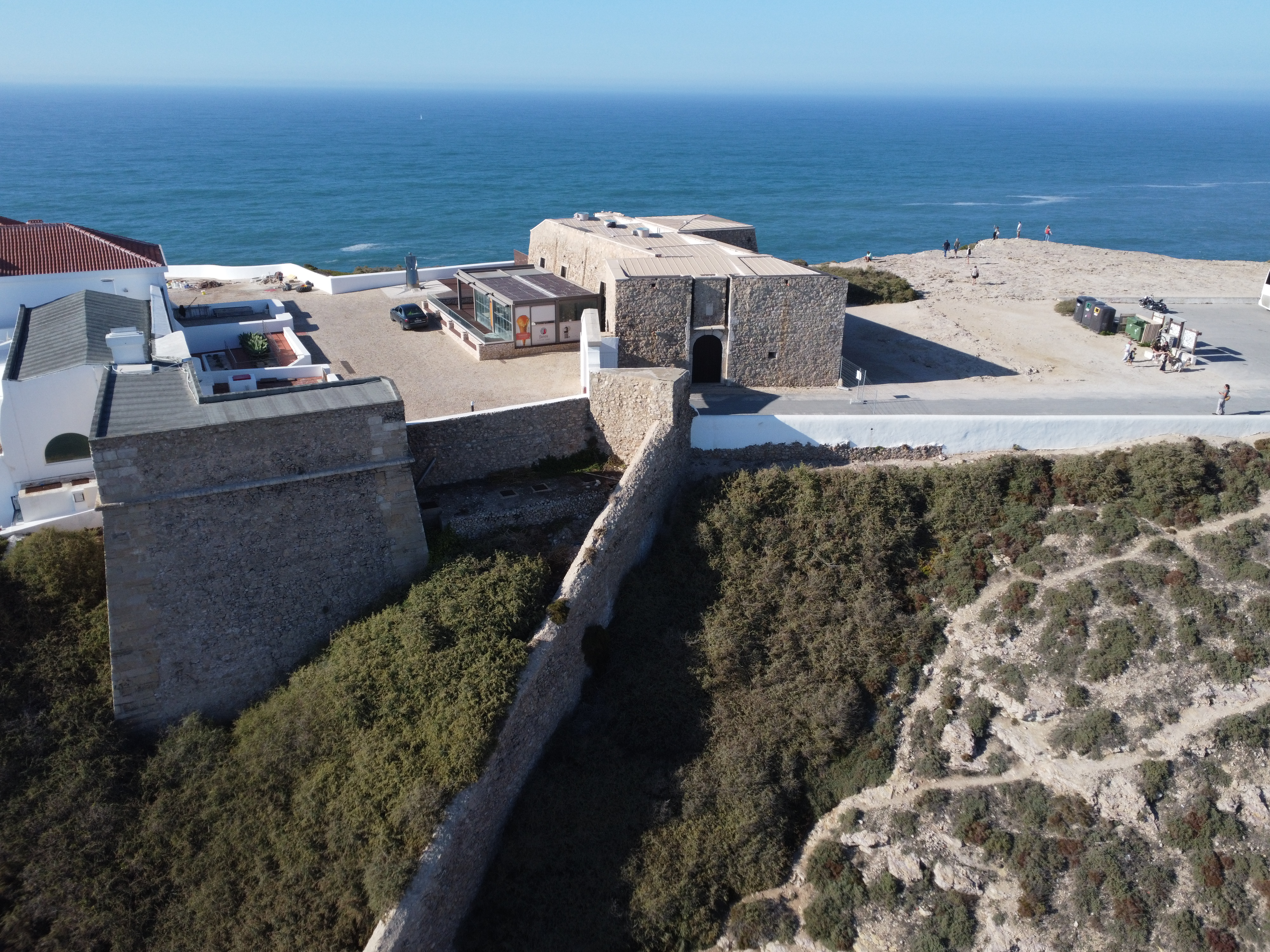
Fotografia aérea da fortaleza, mostrando um ângulo lateral.

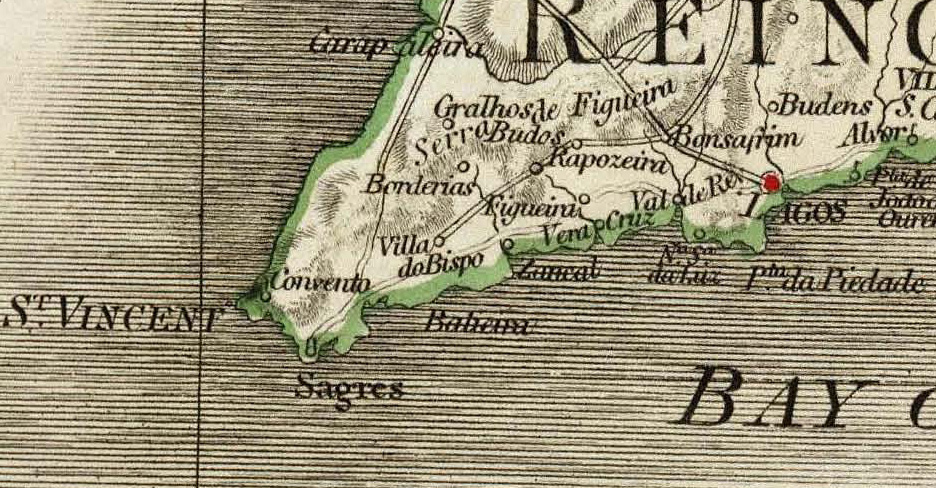
Detalhe de um mapa de 1797, onde está assinalado o convento no Cabo de São Vicente.

Por volta de 1260, o rei D. Afonso III terá determinado a construção de um hospital ou albergaria, a ser utilizado pelos peregrinos que iam visitar o túmulo de São Vicente. Um outro motivo para a instalação desta casa seria a manutenção de uma comunidade permanente neste ponto, que devido à sua localização geográfica estava constantemente sobre ameaça dos inimigos. Durante o reinado de D. Dinis, entre 1279 e 1325, O complexo da igreja foi ampliado, tornando-se num cenóbio, conhecido como Convento do Corvo. Durante o reinado de D. Fernando, entre 1367 e 1383, este concedeu ao seu capelão-mor, Vasco Lourenço, as rendas, os direitos e ofertas que pertenciam à capela e ermida de São Vicente do Cabo. Em 29 de Janeiro de 1387, o rei D. João I fez uma doação semelhante, ao seu capelão-mor, Martim Gonçalves. Segundo a tradição, o Infante D. Pedro ordenou a construção de uma ermida no local onde esteve sepultado o santo.
O principal impulsionador da instalação do convento foi D. Fernando Coutinho, Bispo de Silves nos princípios do século XVI, que ordenou a construção de várias casas junto à ermida, onde passava parte do ano. Determinou depois a instalação de um convento naquele local para os monges da Ordem de São Jerónimo, que já em 1476 tinham sido autorizados a fundar uma casa na Diocese de Silves pelo Papa Sisto IV. D. Fernando Coutinho entregou o convento aos frades com a condição de que manteriam em funcionamento um farol numa torre, cuja construção ele também terá ordenado. Este farol tinha como função evitar os naufrágios, que sucediam com frequência naquela área. Com efeito, segundo o artigo de 1842, «ainda que o Cabo de S. Vicente seja bem conhecido dos navegantes, não poucas embarcações ahi tem naufragado, tomando-o os pilotos mais áquem ou alem donde elle demóra, principalmente se o demandam da parte do norte, sendo então facil o engano com a Ponta da Carrapateira e a Torre d'Aspa, pontos mais altos que o Cabo, e que se avistam primeiro; e como a costa é asperrima e intratavel certa é quasi com tal equivoco a perdição do navio. [...] Do Cabo vai a terra levantando até a Torre d'Aspa, obra de uma legua distante delle, e como dissemos mai alta, e é avistada dos que navegam do norte a mais de sete leguas do que procede a confusão dos mareantes, ainda mais por haver alli uma pequena enseada, dita a Ponta Ruiva, onde algumas embarcações tem dado á costa feitas pedaços».
Além disso, o Cabo de São Vicente era considerado ideal para os membros da Ordem, devido à sua origem eremítica procuravam pontos isolados e junto ao oceano. O bispo também faz grandes doações aos monges, que consistiam no chamado Assento de Santo Antonio, composto por forro e isento situado na Serra de Monchique, com vinhas, pomares, oliveiras e terrenos de semear; uma quinta em Vila Nova de Portimão, que nos princípios do século XX ainda era conhecida como Quinta do Bispo; os telheiros e moinhos naquele concelho; uma outra quinta em Messejana, no concelho de Ourique; o chamado Casal do Cabo, com terrenos em que ele tinha adquirido ao cabido; uma quinta em frente da cidade de Lisboa, e um pomar em Aljezur. Estas doações, conhecidas como herdamentos, foram confirmadas pelo rei D. Manuel por um documento de 5 de Março de 1514. O Convento de São Vicente foi uma das várias casas monásticas construídas por iniciativa de D. Fernando Coutinho, incluindo os Conventos de São Francisco em Lagos e no concelho de Silves, e o Convento de Santa Clara em Tavira, entre outros. Porém, a sua ocupação do Convento do Corvo foi muito breve, existindo registos da sua presença apenas após 1514, e logo em 1516 abandonaram as instalações, tendo sido a única casa dos frades jerónimos na região do Algarve. Devido à sua localização, o convento dos jerónimos era considerado como uma casa rural, tendo sido um dos dois edifícios no Algarve a terem esta tipologia, sendo o outro o Eremitério dos Pegos Verdes, situado na zona serrana.
Assim, D. Fernando Coutinho convidou os frades frades capuchos da Custódia da Piedade para ocuparem o convento, tendo garantido as mesmas doações e a mesma obrigação de manter em funcionamento o farol. O convento passou assim para os frades capuchos em 1516. Este foi o primeiro núcleo desta ordem no Algarve, e o quarto em território nacional, tendo a sua instalação no Cabo de São Vicente sido feita no âmbito de um processo de ampliação para Sul, que tinha nascido no Alentejo. Esta fase de ocupação do convento integrou-se num período de expansão da rede monástica no Algarve, que se iniciou nos princípios do século XVI e prolongou-se até meados do século XVII, motivada principalmente pelo crescimento da contra-reforma, que levou à reorganização e multiplicação das ordens religiosas.
Porém, desde os primeiros anos de existência que o convento foi alvo de ataques, com pelo menos três invasões, uma de piratas luteranos, e duas vezes pelos mouros, motivo pelo qual foi ordenada a construção de uma fortaleza para o proteger. Esta terá sido ordenada pelo rei D. João III (1502-1557), ou por D. Fernando Coutinho, por volta de 1516, para proteger o convento e o grande número de peregrinos que o visitavam, e ao mesmo tempo defender a costa dos ataques dos piratas muçulmanos. Construiu igualmente uma muralha entre a Fortaleza de Belixe e um ponto na costa a Norte, conhecido como Armação Nova, criando desta forma um espaço fechado onde se situava o convento. Segundo alguns autores, o primeiro farol funcionou entre 1515 e 1520. Em 21 de Junho de 1520, D. Fernando Coutinho concedeu novas propriedades ao convento, com casas e uma cerca, no sentido de lhe providenciar o sustento, devido à falta de terrenos aráveis nas proximidades. Com efeito, o artigo de 1842 refere que «o espaço porem que do promontorio ou peninsula de Lagos que se estende até a do Cabo é arido, pedregoso, batido dos ventos em todas as estações, e só cria matto rasteiro e plantas marinhas», embora acrescenta que ainda existiam algumas fontes de subsistência na área: «todavia abuda em caça miuda, e nos pesqueiros se tomam muitos e deliciosos mariscos e peixes de sabor delicado». Assim, a cerca do convento não estava situada nas imediações, como era normal neste género de edifícios, mas numa propriedade situada a cerca de quatro quilómetros de distância, num local posteriormente conhecido como Quinta do Vale Santo. Segundo a obra Aspecto do reino do Algarve nos séculos XVI e XVII. A descrição de Alexandre Massai (1621), do investigador Lívio da Costa Guedes, um documento de 1573 menciona que o rei estava interessado na instalação de um convento da Ordem de Cristo no promontório de São Vicente, de forma a defender a região dos assaltos dos turcos e mouros.
O ataque mais devastador foi feito pelas forças do corsário britânico Francis Drake, que destruíram tanto o convento com o forte em 1587, como parte de um ataque às defesas da região de Sagres, durante uma campanha militar ao longo da costa da Península Ibérica. Segundo o artigo do jornal O Panorama de 1842, «os inglezes que ele capitaneava, [...] entrando nos poucos edificios do Cabo, largaram-lhe fogo em 25 de maio de 1587, e tudo ardeu, menos a capella do St.º». Os religiosos refugiaram-se nos conventos de Lagos e Portimão, e só regressaram em 1606, ano em que foi concluída a reconstrução da fortaleza, por ordem do rei D. Filipe III de Espanha. O complexo ganhou uma nova configuração com estas obras, tendo «a porta da igreja que d'antes era para o mar, olhando ao sul, ficou nesta segunda construcção para a parte da terra, e a sepultura do St.º martyr, de grades a dentro, está á mão direita de quem entra, mettida na parede do altar collateral desse lado. Porém, o farol não foi reconstruído durante esta campanha de obras.

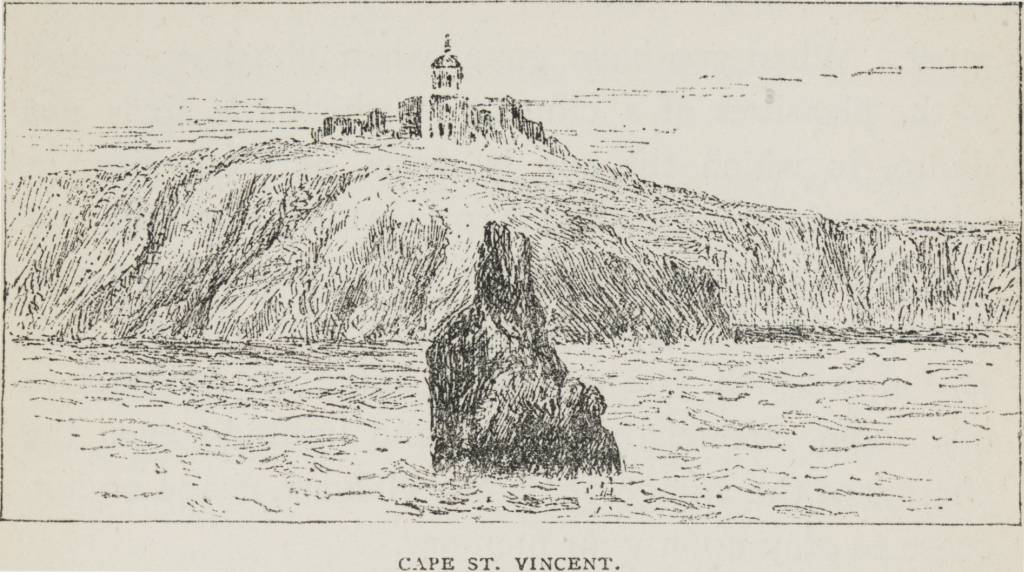
Gravura de 1879 do Cabo de São Vicente.

### Séculos XVIII e XIX
O complexo foi depois danificado pelos sismos de 1719 e 1722, e sofreu graves danos pelo Terramoto de 1755, tendo as obras de restauro sido ordenadas pela rainha D. Maria. O convento e a igreja foram abandonados na sequência do processo da extinção das ordens religiosas, em 1834. Desde a destruição do farol primitivo pelas forças de Francis Drake, foram feitas várias tentativas para a sua reconstrução, incluindo uma portaria de 8 de Agosto de 1835, mas o impulso definitivo só foi dado em 1846, quando o governo de D. Maria II ordenou a construção de um farol no local. A instalação desta estrutura inseriu-se numa fase de grande desenvolvimento da rede faroleira em território nacional, iniciada no século XVIII, e inspirada por medidas semelhantes levadas a cabo noutros países europeus.

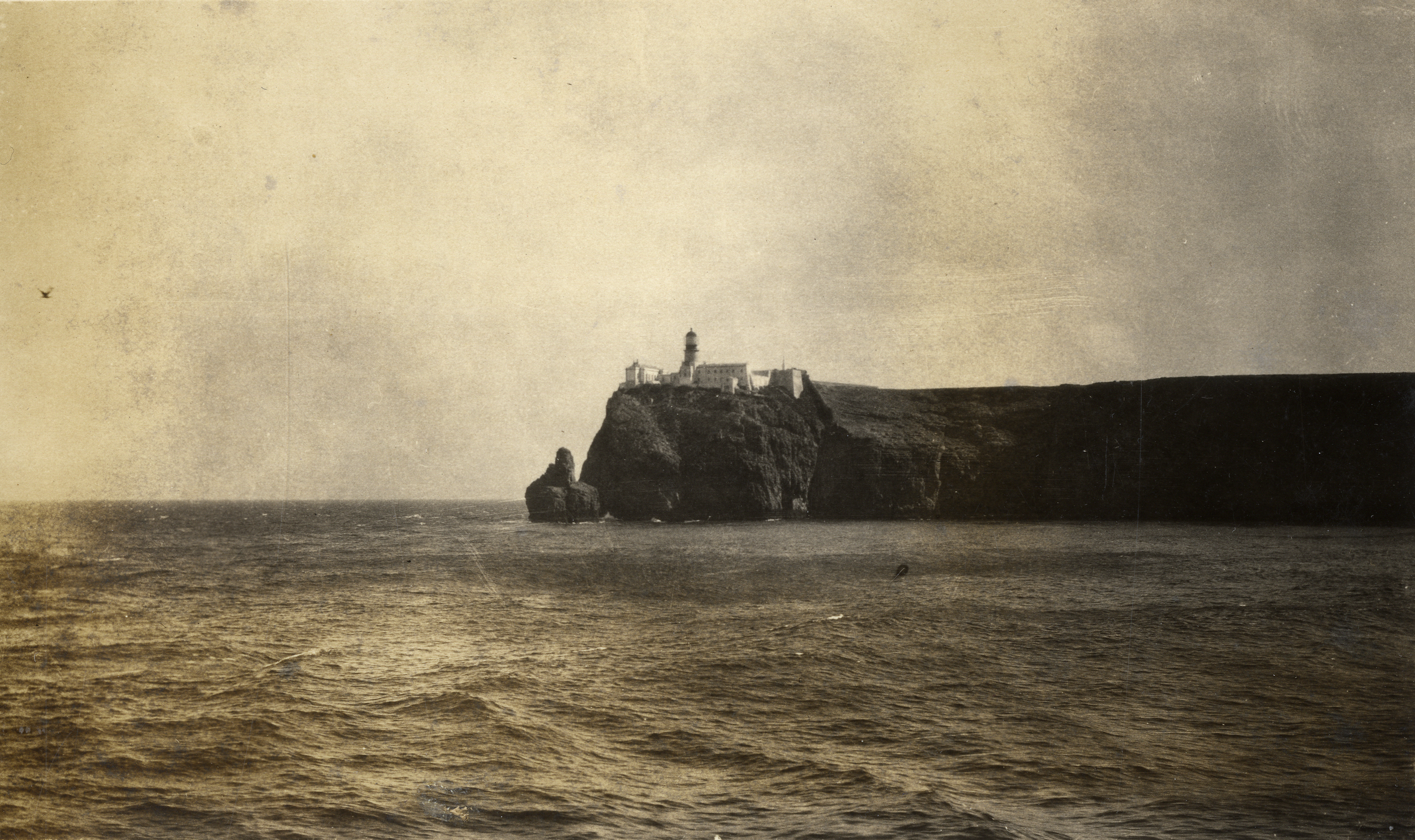
Fotografia do Cabo de São Vicente, na primeira metade do século XX.

### Séculos XX e XXI
Nos princípios do século XX foi construído um novo farol, levando ao desaparecimento dos restos do convento e da igreja, que foram substituídas por construções do Ministério da Marinha, e de de apoio ao farol. Do complexo original permaneceu apenas a fortaleza, em avançado estado de degradação. A fortaleza foi classificada como Imóvel de Interesse Público pelo Decreto n.º 4075, de 5 de Dezembro de 1961. Em 1969, foi danificada por um sismo.
O farol e as suas estruturas de apoio foram encerrados ao público em meados de 2005 para a realização de obras de beneficiação e manutenção, tendo-se mantido a traça original dos edifícios. Os trabalhos foram terminados em Outubro de 2007, e envolveram um investimento superior a meio milhão de Euros. Porém, devido à falta de fundos não foi feita a empreitada correspondente à instalação de um pólo museológico no edifício conhecido como casa da muralha, que se situava junto ao portão de entrada da fortaleza, motivo pelo qual o monumento permaneceu fechado aos visitantes. Em Dezembro desse ano, já estava em fase de preparação o lançamento para a empreitada em falta, prevendo-se nessa altura que as obras iriam ter início durante o primeiro trimestre de 2008. O museu iria funcionar como uma extensão do Museu de Marinha, e contaria igualmente com uma cafetaria. O então presidente da Região de Turismo do Algarve, António Pina, classificou a região do cabo de Sagres como «a jóia da nossa coroa», e previu que após o final das obras de recuperação da fortaleza iria aumentar a procura por parte dos turistas.

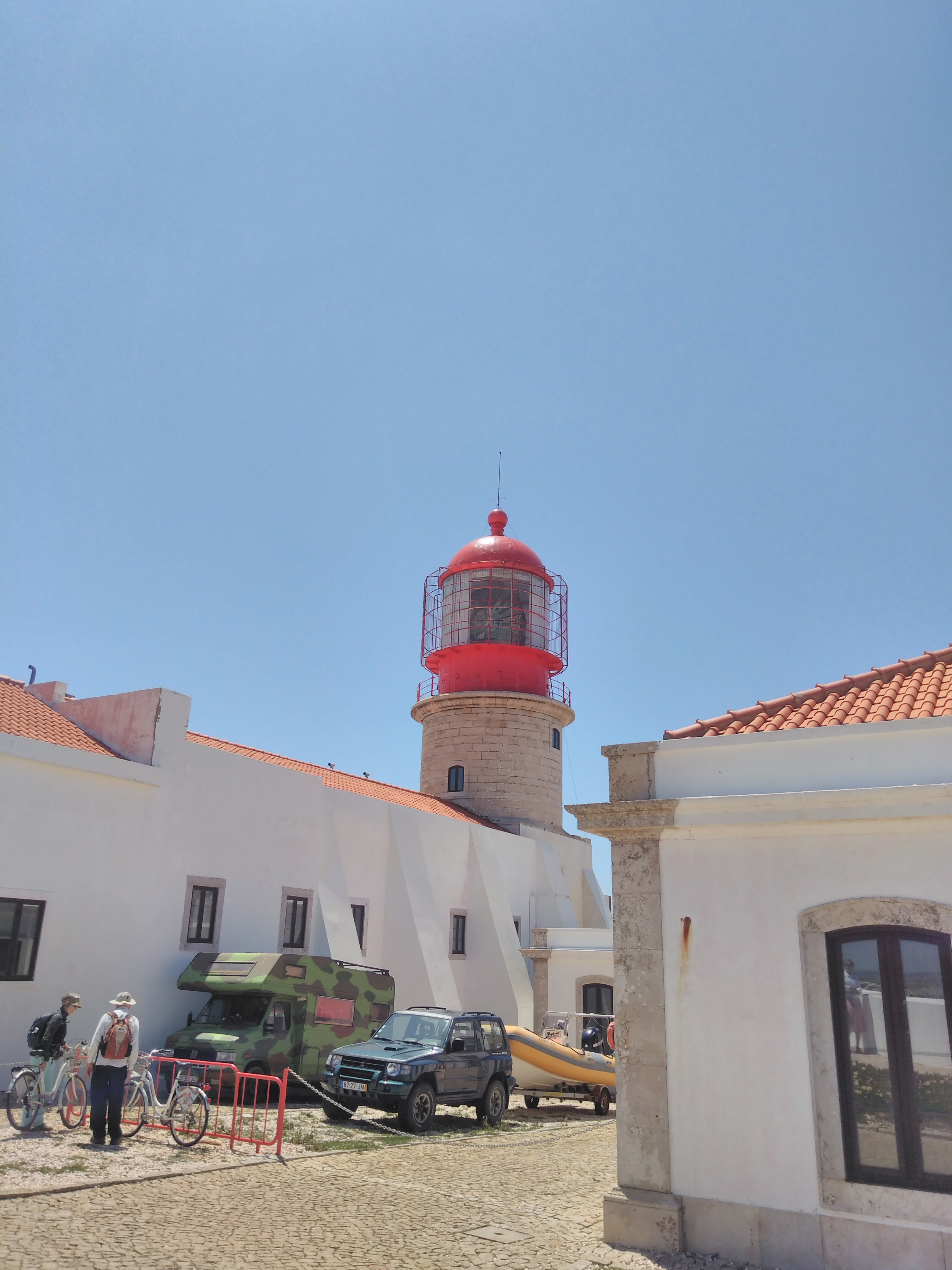
Interior da fortaleza, vendo-se ao fundo o farol.